# Uromastyx macfadyeni
Uromastyx macfadyeni là một loài thằn lằn trong họ Agamidae. Loài này được Parker mô tả khoa học đầu tiên năm 1932.